# Ray Guy
William Ray Guy (* 22. Dezember 1949 in Swainsboro, Georgia; † 3. November 2022 in Hattiesburg, Mississippi) war ein US-amerikanischer American-Football-Spieler auf der Position des Punters. Er spielte 14 Jahre für die Oakland/Los Angeles Raiders in der National Football League (NFL) und gewann mit ihnen drei Super Bowls (Super Bowl XI, XV und XVIII).

## Jugend
Der in Swainsboro geborene Ray Guy wuchs in Thomson, Georgia, auf und besuchte dort die High School. Auf der Schule spielte er Football, Baseball und Basketball. Mit seiner Footballmannschaft gewann er zweimal die Staatsmeisterschaft von Georgia. Auch als Basketballspieler war er erfolgreich und wurde in die Staatsauswahl gewählt. Für seine sportlichen Leistungen wurde er von seiner Schule insgesamt 16 mal ausgezeichnet.

## Spielerlaufbahn

### College
Ray Guy studierte von 1970 bis 1972 an der University of Southern Mississippi. Er spielte bei den "Golden Eagles" College Football und Baseball. Für die Footballmannschaft lief er als Defensive Back, Punter und Kicker auf. In allen drei Studienjahren wurde er die Ligaauswahl gewählt, 1972 erfolgte die Wahl zum All-American. Im selben Jahr nahm er an verschiedenen College-Auswahlspielen teil. Auch als Baseballspieler machte Guy landesweit auf sich aufmerksam. Die Cincinnati Reds, Kansas City Royals und die Atlanta Braves hatten starkes Interesse an einer Verpflichtung von Guy. Dieser lehnte alle Angebote ab und zog eine Karriere im Football vor.

### NFL
Guy wurde von den Oakland Raiders im NFL Draft 1973 in der ersten Runde als 23. Spieler ausgewählt. Damit ist Guy der bislang einzige Punter, der in der ersten Draftrunde verpflichtet wurde. Die Raiders waren unter ihrem Head Coach John Madden mit Spielern wie Gene Upshaw, Willie Brown oder Jim Otto ein Spitzenteam in der NFL. Unter ihm konnte er im Jahr 1976 seinen ersten Super Bowl gewinnen. Nach einer Saison mit 13 Siegen bei einer Niederlage gewannen die Raiders zunächst das AFC Championship Game gegen die von Chuck Noll betreuten Pittsburgh Steelers mit 24:7. Im Super Bowl XI musste das Team von Guy gegen die Minnesota Vikings antreten, die mit 32:14 geschlagen wurden. 1979 übernahm Tom Flores das Traineramt bei den Raiders. Mit ihm gewann Guy noch zweimal den Super Bowl. Nach einem 33:27-Sieg über die San Diego Chargers im AFC Championship Game 1980 trat die Mannschaft aus Oakland im Super Bowl XV gegen die Philadelphia Eagles an, die mit einer 27:10-Niederlage das Spielfeld verlassen mussten.
1982 zogen die Raiders nach Los Angeles um. Die Mannschaft blieb ein Spitzenteam in der NFL. Sie gewannen im Folgejahr den Super Bowl XVIII. Zunächst mussten sich die San Diego Chargers im AFC Championship Game mit 14:30 geschlagen geben, bevor die Washington Redskins von Trainer Joe Gibbs bei ihrer 9:38-Niederlage gegen die Raiders chancenlos blieben.
Nach der Saison 1986 beendete Ray Guy seine Laufbahn. Er war in den Jahren 1974, 1975 und 1977 mit 42,2, 43,8 und 43,3 Yards durchschnittlichem Raumgewinn der statistisch beste Punter in der Liga. 1992 war er zum ersten Mal ein Aufnahmekandidat für die Pro Football Hall of Fame. Bis 2010 folgten elf weitere Nominierungen für die Aufnahme in die Ruhmeshalle und es dauerte bis zum Ende der Saison 2013, bis mit ihm der erste Punter in die Hall of Fame aufgenommen wurde.

## Ehrungen
Ray Guy spielte siebenmal im Pro Bowl und wurde achtmal zum All-Pro gewählt. Er ist Mitglied im NFL 75th Anniversary All-Time Team, NFL 1970s All-Decade Team, in der Mississippi Sports Hall of Fame, in der College Football Hall of Fame, in der Georgia Sports Hall of Fame, in der National High School Sports Hall of Fame und in der Southern Mississippi Sports Hall of Fame, sowie in der Bay Area Sports Hall of Fame. 2014 wurde Ray Guy als erster Punter in die Pro Football Hall of Fame aufgenommen.